# Walter Piazza
Walter Piazza Tangüis (Lima, 22 de febrero de 1924-Lima, 7 de mayo de 2015) fue un ingeniero eléctrico peruano.

## Biografía
Hijo de Walter Piazza Molo y Ana Marina Tangüis Novoa. Nieto del empresario Fermín Tangüis. Esposo de Graciela de la Jara Coronel Zegarra. Padre de Walter Gerardo Piazza de la Jara y Maria Cecilia Piazza de la Jara. Realizó sus estudios escolares en el Colegio Sagrados Corazones Recoleta de la ciudad de Lima.
Estudió Ingeniería eléctrica en el Instituto Tecnológico de Massachusetts (MIT) en Estados Unidos. Obtuvo una maestría en Ingeniería eléctrica en la misma institución. Fue alumno del economista Paul Samuelson, del cual recogió su tendencia liberal.
De regreso en el Perú, fue profesor de Ingeniería Eléctrica en la Universidad Nacional de Ingeniería.
Ingresó a trabajar en la International Machinery Company (IMACO), filial de W. R. Grace and Company y representante en el Perú de General Electric, de la que llegó a ser su gerente general.
En los años sesenta, Piazza asumió la dirección de la Hacienda Urrutia que había sido propiedad de su abuelo Fermín Tangüis; sin embargo, esta fue expropiada por la reforma agraria del gobierno de Juan Velasco Alvarado.
Piazza dirigió Industrial Propesca S.A., empresa dedicada a la producción de harina de pescado.
Junto a José Valdez Calle formó la empresa de consultoría Piazza y Valdez Ingenieros S.A. y también formaron la constructora Pivasa. Esta última se asoció con la empresa SADE de Argentina para formar el Consorcio Sade-Pivasa en 1963, que luego se convertiría en COSAPI S.A. en 1967.
Fue presidente de IPAE y organizador de la Conferencia Anual de Ejecutivos de 1972
Ha sido director del Banco de Crédito del Perú (1971-1980), del Banco Continental (1981-1986), del Banco Santander Central Hispano (1990-2001), de Telefónica del Perú y de AFP Unión Vida
Como difusor del Arte, fue promotor de la Bienal Arte y Empresa en el Museo de Arte de Lima (MALI), del cual llegó a ser Presidente del Consejo Directivo del MALI, y sentó las bases para la modernización del museo, incluyendo la contratación de Natalia Majluf.
Falleció en mayo de 2015 en Lima.

## Ministro de Economía y Finanzas
En mayo de 1977 fue nombrado como Ministro de Economía y Finanzas por el presidente Francisco Morales Bermúdez.
El 10 de junio de 1977, el ministro Piazza dio un mensaje a la nación para exponer las medidas económicas. Piazza explicó que el Perú se encontraba en un incontenible proceso inflacionario a lo que se sumaba el cada vez mayor déficit presupuestal, la falta de liquidez en el sector privado y el déficit en la Balanza de Pagos. El ministro planteó que esto se debía a la desconfianza del sector privado, el crecimiento del aparato estatal y la injerencia del gobierno en las empresas.
Las medidas tomadas por el ministro incluyeron una reducción de los gastos del gobierno, el alza de precios de los derivados del petróleo, reducción de las importaciones por parte del Estado, ajustes a la tasa cambiaria, reducción de subsidios y un plan para recurrir a créditos externos. El programa de emergencia se aplicó con seis decretos leyes publicados al día siguiente del mensaje del ministro 
Ante las medidas económicas, se realizaron paros y huelgas en Puno y Arequipa, promovidas por las distintas confederaciones de trabajadores.
A fines de junio, Piazza sostuvo reuniones con Linda Koenig, funcionaria del Fondo Monetario Internacional, para la evaluación de la política económica planteada por el gobierno. El FMI planteó que el Perú debía comprometerse a generar ganancias en las empresas públicas y cuestionó que en los distintos ministerios no se había cumplido con el recorte de gastos. El ministro Piazza firmó una Carta de Intención con el FMI en el que incluía metas planteadas para el año 1978. 
Piazza expuso las medidas a las que se había comprometido con el FMI a la Junta de Gobierno y al Consejo de Ministros, instancias en las cuales no encontró mayor respaldo por parte de los militares. Ante ello, Piazza dejó el cargo el 6 de julio de 1977.

## Reconocimientos
- Medalla al Mérito Empresarial por parte de la CONFIEP (2015)
- Premio Luis Hochschild Plaut del IPAE en la categoría Promoción del Arte y Cultura (2000)
- Orden Leopold del Reino de Bélgica (1981)
- Título de Ingeniero Eminente por el Colegio de Ingenieros del Perú (1990)
- Doctor Honores Causa por la Universidad Peruana Cayetano Heredia
- Medalla Eduardo de Habich de la Universidad Nacional de Ingeniería